# Croton leuconeurus
Espèce
Croton leuconeurus est une espèce de plantes à fleurs du genre Croton et de la famille Euphorbiaceae présente du Soudan à l'Angola.
Il a pour sous-espèces :
- Croton leuconeurus subsp. leuconeurus présent au Soudan, Zaïre, à l'ouest de la Tanzanie, au Zimbabwe, en Zambie, au Botswana, en Angola et ayant pour synonymes :
  - Croton barotsensis, Gibbs, 1906
  - Croton kamerunicus, Pax& K.Hoffm., 1910
  - Croton mearnsii, De Wild., 1926
  - Croton seineri, Pax, 1909
  - (en) Catalogue of Life : Croton leuconeurus leuconeurus
- Croton leuconeurus subsp. mossambicensis, Radcl.-Sm. présent au Mozambique
  - (en) Catalogue of Life : Croton leuconeurus mossambicensis Radcl.-Sm.